# 새고
새고(본명: 김예은, 1989년 3월 23일~)은 대한민국의 가수이다.

## 학력
- 호원대학교 실용음악과 (졸업)

## 곡
- 사르르
- 사르르
- 사르르inst

## 앨범
- 사르르